# Skautafélag Akureyrar
Skautafelag Akureyrar je islandský klub ledního hokeje. Sídlí ve městě Akureyri. Klub byl založen roku 1937. Domácím stadionem je Skautahöllin Akureyri.
Skautafelag Akureyrar získal v Islandské lize 24 mistrovských titulů, a to z něho dělá rekordmana ligy. Skautafelag Akureyrar byl mistr ligy v letech 1992, 1993, 1994, 1995, 1996, 1997, 1998, 2001, 2002, 2003, 2004, 2005, 2008, 2010, 2011, 2013, 2014, 2015, 2016, 2018, 2019, 2020, 2021, 2022.
Skautafelag Akureyrar tým žen získal v roce 2022 už svůj 21. titul v Islandské hokejové lize.